# リード・マイルス
リード・マイルス（Reid Miles, 1927年7月4日 - 1993年2月2日）は、アメリカのグラフィックデザイナー。ジャズのレコードレーベルの一つであるブルーノートのジャケット・デザインの多くを手がけた。

## 経歴
アメリカのシカゴの生まれ。両親が離婚したため、1929年に母親とともにロサンゼルスに引っ越す。カリフォルニア州の地元の美術学校を卒業後、1950年代初頭にニューヨークに移る。
マイルスとブルーノートとの関係は、1954年、ブルーノートの創設者であり当時の経営者であるアルフレッド・ライオンのもとに自身のデザインを持ち込んだことから始まる。マイルスのジャケット・デザインの制作は1956年から開始され、彼が手がけた作品は、ブルーノートのレコード番号の1500番台と4000番台前半の大半を占め、アルバム数にすると400枚を超える。
マイルスのジャケット・デザインの特徴は、斬新なタイポグラフィと、大胆な写真のトリミングに現れている。なお、デザインに使用した写真は、ライオンと同じくブルーノートの経営者であり、写真撮影も担当していたフランシス・ウルフが撮影したものである。
ジャケットに表現されたマイルスのデザインは、ライオンとウルフがドイツ出身だったこともあり、両者のドイツ在住時代に生まれたデザイン学校であるバウハウスのモダニズム・デザインの影響を受けていると指摘される。
マイルスのブルーノートでの活躍は、1967年に終わりを迎える。この時期は、ライオンがブルーノートの親会社のリバティを去る時期と前後している。
なお、マイルスはジャズにはほとんど興味を示さず、クラシック音楽を好んでいた。